# Parco del Monte Netto
Il parco del Monte Netto è un'area naturale protetta della Lombardia che si estende sul rilievo del Monte Netto e sulla sua fascia pedecollinare. È situato tra i territori comunali di Capriano del Colle, Flero e Poncarale.
Il parco si estende per 14,70 km²: 9 km² appartengono a Capriano del colle, 3,60 km² a Poncarale e 2 km² a Flero. A ovest scorre il fiume Mella. Da visitare sul monte ci sono: 1) Palazzo Gallo, 2) Villa Grasseni, 3) Chiesa parrocchiale Conversione di San Paolo, 4) Chiesetta della Disciplina, 5) Palazzo Loda-Calzaveglia, 6) cascina Torrazza, 7) cascina Coler, 8) Strada del Vino colli dei Longobardi, 8) cascina di San Bernardo, 9) San Michele, 10) Palazzo Bocca, 11) cascina Colombaie, 12) Chiesa dei Santi Gervasio e Protasio e 13) Palazzo Vecchia.

## Storia
Il progetto di un parco regionale fu avanzato alla fine degli anni novanta dal comune di Capriano del Colle, intenzionato a proteggere le caratteristiche peculiari del Monte Netto. La regione Lombardia avanzò nel 2004 uno studio di fattibilità curato dal professor Ferraresi.
Il parco regionale fu istituito con legge regionale 8 giugno 2007, n. 11.
Nel territorio del parco è presente una discarica, di proprietà della "Metalli Capra" S.p.a., contenente scorie radioattive con Cs-137 derivanti dalla fusione dell'alluminio. Il livello più alto di contaminazione, misurato nel 1990, è di 15.000 becquerel/Kg, circa 150 volte oltre il limite accettabile. La discarica "Capra" è stata messa in sicurezza dall'ENEA negli anni novanta: recentemente l'ARPA Lombardia ha rilevato "gravi lacune strutturali a causa di perdita di sedime della discarica" che producono percolato radioattivo. Secondo l'ARPA però la radioattività non sarebbe mai arrivata a contaminare in modo significativo le falde acquifere.

## Organizzazione
Il parco copre l'intera superficie del rilievo collinare del monte Netto, compresi i nuclei abitativi storici di Capriano del Colle e Poncarale. Ad essa si aggiunge la fascia pedecollinare a meridione del centro abitato di Flero, fra le aree artigianali di Fenili Belasi e la riva destra del Vaso Fiume, e quella situata nella parte meridionale del territorio di Capriano del Colle, comprensiva delle cascine Trecamini e Bona, ma ad esclusione della cascina Torricello. Fa parte dell'area naturale anche la riva sinistra del fiume Mella compresa nel comune di Capriano.
Dal punto di vista organizzativo, il parco è gestito da un consorzio formato dai tre comuni le cui quote sono state calcolate in proporzione alla popolazione e alla superficie del parco: per Capriano essa è del 40%, per Poncarale del 35% e per Flero del 25%. In particolare, i tre sindaci compongono la Comunità del parco alla quale sono demandate la funzioni di indirizzo, di controllo politico-amministrativo e di nomina del Consiglio di gestione. È quest'ultimo organo che assume la funzione amministrativa.
La sede è posta presso il palazzo municipale di Capriano del Colle.

## Flora e Fauna

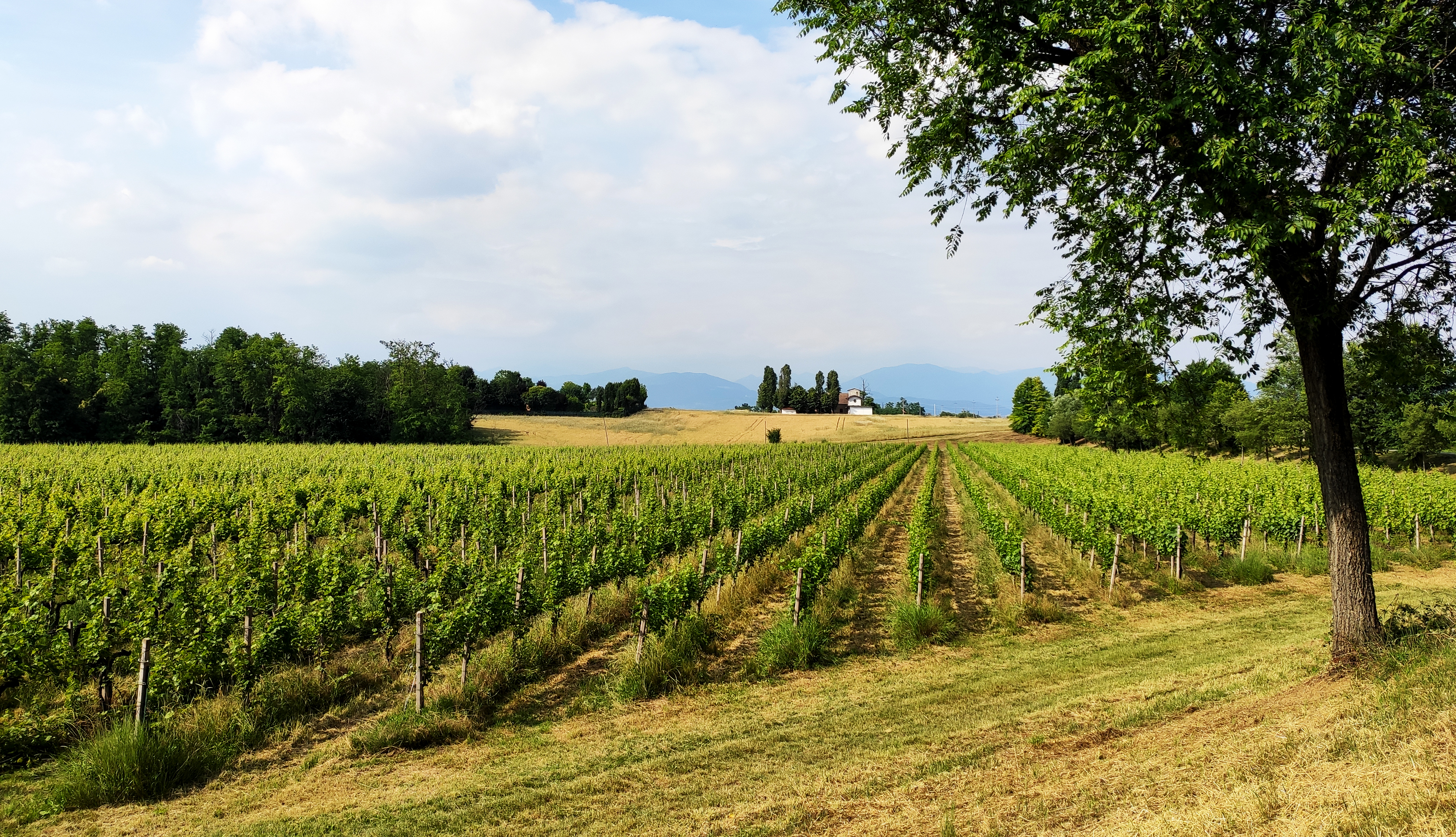
Vigneti lungo le pendici del Monte Netto

L'area del parco è caratterizzata dalla bassa antropizzazione sia del rilievo collinare sia dalle fasce pedecollinari sotto la sua tutela. Le superfici coltivate, a vite per il Monte Netto e a frumento, orzo e mais per la pedecollinare, sono dunque una caratteristica fondamentale del parco. Una parte del rilievo è stata impiegata in passato dall'industria estrattiva della ghiaia.
Il patrimonio boschivo è costituito preponderantemente dal cosiddetto Bosco delle colombaie caratterizzato da esemplari di carpini bianchi, castagni, farnie, di ornielli e di roveri. Sono anche presenti altre fasce, di più modeste dimensioni, composte da robinie e piante di sambuco.
Sul Monte Netto è diffusa la microfauna.